# Karmelitinnenkloster (Neuburg an der Donau)
Das Karmelitinnenkloster Neuburg an der Donau stiftete 1661 Pfalzgraf Philipp Wilhelm. Das Gebäude befand sich in der Altstadt auf dem Berg. Bis zu 81 Nonnen waren hier beheimatet. Das Kloster der Unbeschuhten Karmelitinnen wurde 1802 im Zuge der Säkularisation aufgehoben, der Konvent nach Pielenhofen versetzt sowie Kirche und Kloster abgebrochen.

## Das Karmeliterinnenkloster

### Entstehung

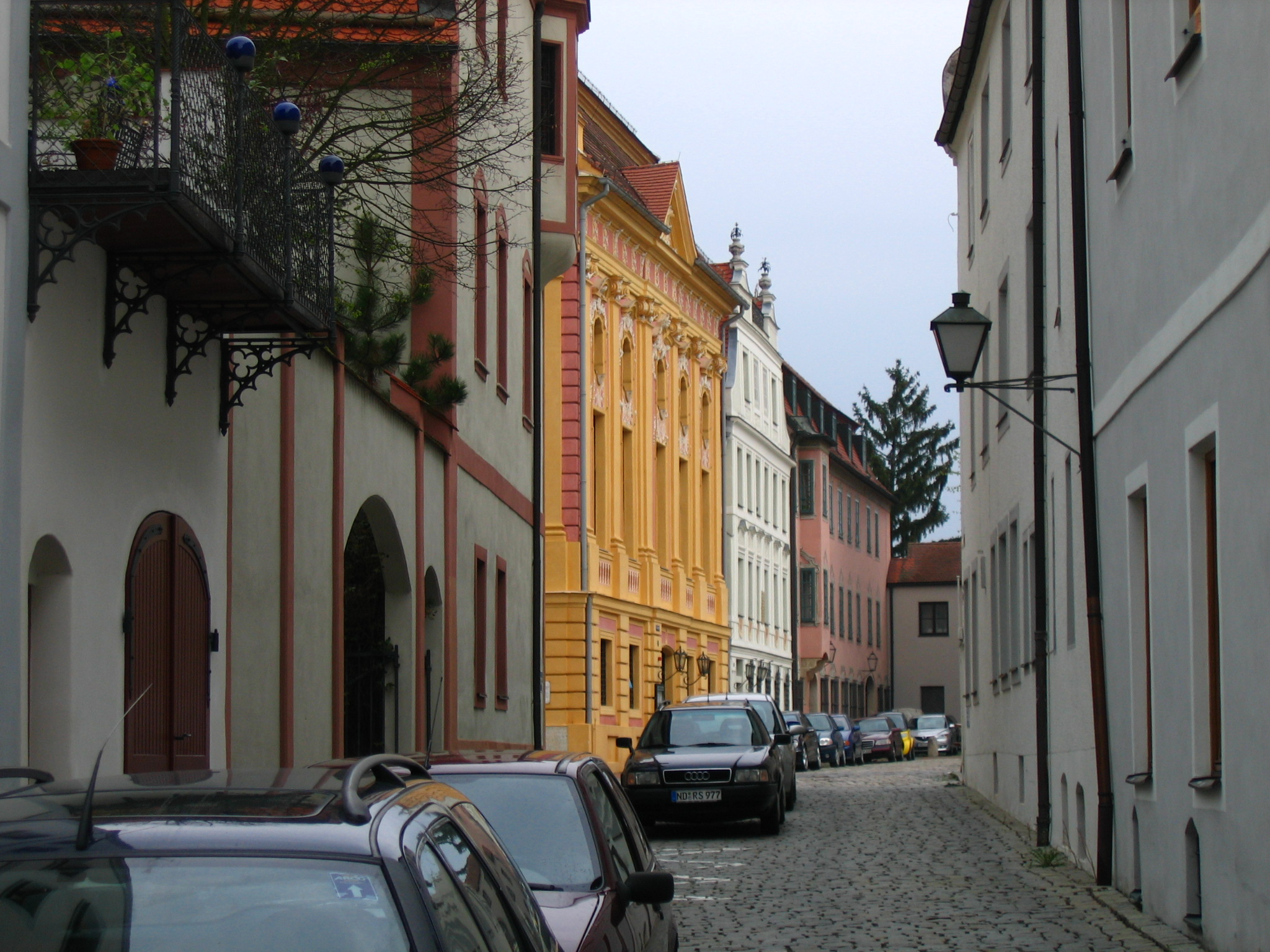
Die Karmelitergasse in der Neuburger Altstadt

Die Klöster haben nicht nur ihren Stifter, ihre Blütezeit, sondern auch einen Widersacher. Die Säkularisation raubte vielen Orden ihren Besitz und verjagte die Klosterinsassen. Diesen Werdegang musste auch das Neuburger Karmeliterinnenkloster erfahren. Heute erinnert an diese kirchliche Einrichtung nur noch die Straßenbezeichnung „Karmelitergasse“.
Herzog Philipp Wilhelm war nicht nur ein frommer Mann, sondern auch ein großer Förderer der Ordensgemeinschaften. So geht er auch aus den Aufzeichnungen der Unbeschuhten Karmelitinnen in Neuburg an der Donau als Stifter hervor. Am 28. Mai 1661 genehmigte Papst Alexander VII. die Errichtung des Klosters. Der Herzog löste bald darauf die Platzfrage. In der Altstadt auf dem Berg konnten entsprechende Grundstücke erworben werden. Am 26. September 1661 stellte der Pfalzgraf in seinem Schloss Grünau bei Neuburg den Stiftungsbrief aus. Zu dem voll eingerichteten Kloster gab er noch 20.000 Gulden als Kapital. Die Freude über das Werk muss groß gewesen sein, dann am 1. Januar 1669 stockte er das Bargeld auf 30.000 Gulden auf.
Schon zum Bau des Klosters trafen acht Nonnen aus Düsseldorf ein. Die erste Priorin, Magdalen Bedingfield (1621–1684), war eine gebürtige Engländerin und stammte aus dem katholischen Hochadel. Sie war eine Tante des späteren pfalz-neuburgischen Geheimrats Jakob von Hamilton. Am 23. April 1663 vollzogen der Augsburger Weihbischof und Herzog Wilhelm die feierliche Zeremonie der Grundsteinlegung. Die Vorbereitungen war längst getroffen und schnell schritt der Bau voran. Schon am 7. September 1663 wurde die Kirche der Allerseligsten Jungfrau Maria vom Berge Karmel geweiht. Die Schwestern konnten den Gebäudetrakt noch erweitern, da stand ganz daneben die Lohnersche Gastwirtschaft, der Besitzer war hoch verschuldet und die Nonnen lösten das baufällige Objekt ab.

### Der Konvent

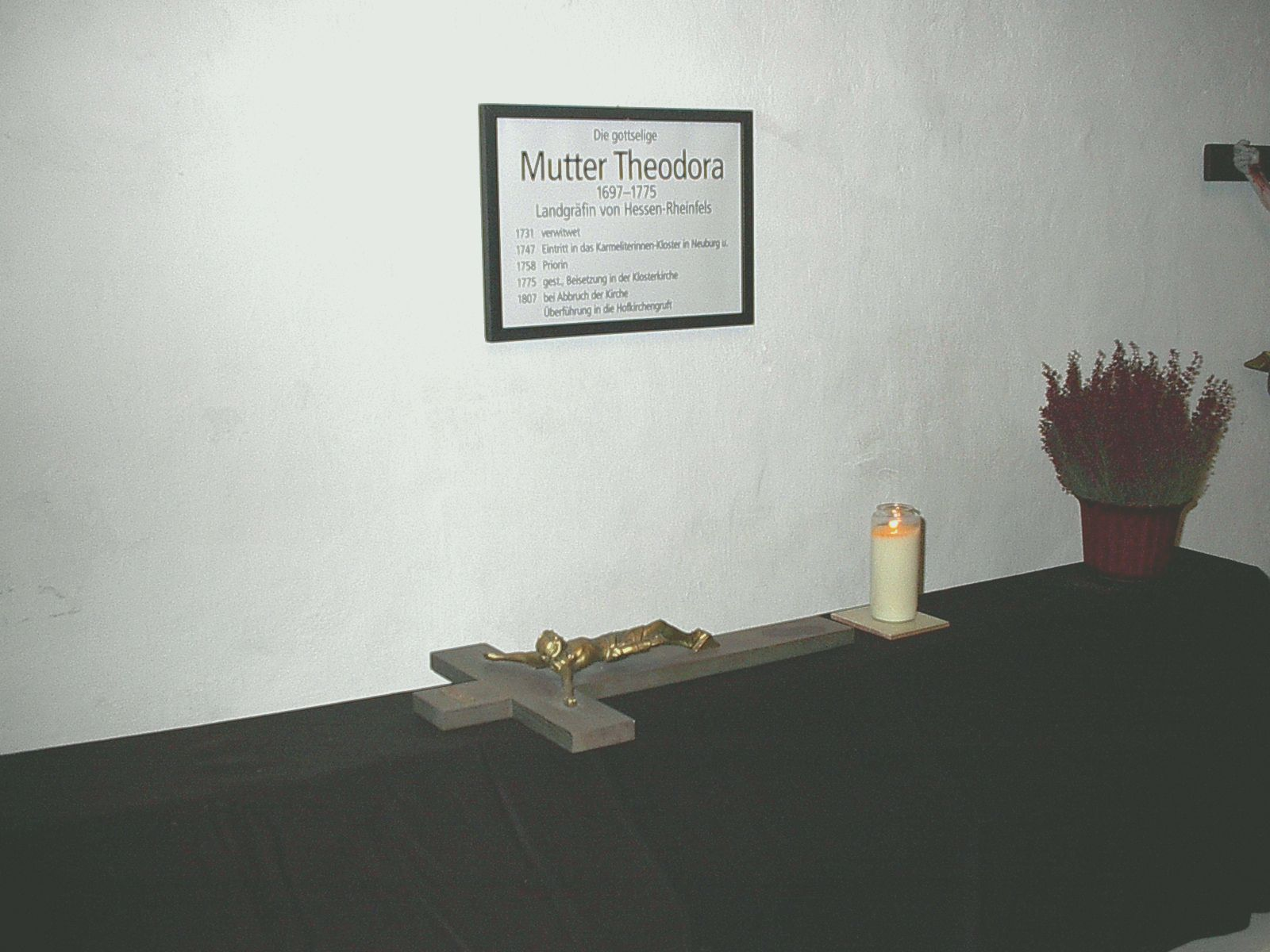
Fürstengruft in der Hofkirche mit Mutter Theodora, der Priorin des Karmelitinnenklosters

Das Kloster kam zu einer Blüte. 81 Nonnen belebten das Haus, davon waren 70 Klausurnonnen, von denen 17 aus dem Adel kamen, und elf Torschwestern. Von der Stadt Neuburg traten 17 Schwestern in den Karmel ein. Die Landgräfin Ernestine Elisabethe Johanna von Hessen-Rheinfels trat nach dem Tode ihres Mannes Landgrafen Wilhelm IX. von Hessen-Rheinfels als Sr. Maria Theodora in ein Kloster der Augustinereremitinnen in Kamp ein und wechselte 1741 zu den Karmelitinnen nach Neuburg. Sie wurde Priorin und starb 1775.

### Säkularisation
In der Zeit der Säkularisation mussten 80 Nonnen aus München in Neuburg  übersiedeln. Am 12. August 1804 hieß es, die Schwestern müssen das Kloster verlassen, sie würden nach Pielenhofen bei Regensburg gebracht. Am 27. August standen am Neuburger Donauufer sechs Schiffe bereit, um die Habseligkeiten der Nonnen zu verstauen. Darunter waren auch Reliquien, Kirchenwäsche und Paramente, sowie Kirchenbilder. Am 30. August 1804 setzten sich die Schiffe in Fahrt.
Das Klostergebäude veräußerte der Staat, es wurde abgerissen und auf dem Grundstück fünf neue Anwesen errichtet. Die sterblichen Überreste jener Schwestern, die in der Kirchengruft beigesetzt waren, wurden in den Zentralfriedhof, heute Franziskanerfriedhof, überführt. Der Leichnam der Landgräfin Mutter Theodora fand in der Hofkirchengruft die letzte Ruhe. Wegen der Kalkbeigabe war ihr Körper fast unverwest geblieben.